# Paweł Malendowicz
Paweł Malendowicz (ur. 1975) – polski naukowiec, profesor nauk społecznych w dyscyplinie nauki o polityce i administracji.

## Życiorys naukowy
W 2004 roku uzyskał stopień doktora nauk humanistycznych na Wydziale Nauk Społecznych Uniwersytetu Gdańskiego na podstawie dysertacji Anarchizm w Polsce wobec współczesnych wyzwań politycznych. W 2014 roku uzyskał stopień doktora habilitowanego na Wydziale Politologii i Studiów Międzynarodowych Uniwersytetu Mikołaja Kopernika w Toruniu na podstawie dorobku naukowego oraz rozprawy Ruch anarchistyczny w Europie wobec przemian globalizacyjnych przełomu XX i XXI wieku. Postanowieniem Prezydenta RP, w 2025 roku został nadany mu tytuł profesora. Pracownik Uniwersytetu Kazimierza Wielkiego w Bydgoszczy (od 2012 roku), profesor nadzwyczajny, następnie profesor uczelni i profesor, kierownik Zakładu Teorii Polityki, następnie Kierownik Katedry Myśli Politycznej i Ruchów Społecznych (od 2019 roku). Członek Polskiego Towarzystwa Nauk Politycznych (prezes oddziału bydgoskiego od 2022 roku) i Centrum Badań Sfery Publicznej. Autor ośmiu monografii, czterech zbiorów materiałów źródłowych i współredaktor czterech książek oraz autor ponad stu artykułów naukowych i rozdziałów w książkach. Publikował także w USA („Dziennik Związkowy. Polish Daily News”), w Rosji i na Słowacji, a także w holenderskim wydawnictwie Brill. Członek redakcji czasopisma naukowego „Świat Idei i Polityki” oraz redaktor w czasopiśmie „Rocznik Integracji Europejskiej".

## Zainteresowania naukowe
Specjalizuje się w badaniach współczesnego radykalizmu politycznego, ze szczególnym uwzględnieniem anarchizmu, radykalnego nacjonalizmu i radykalnej lewicy, a także alternatywnych nurtów myśli politycznej oraz Polonii amerykańskiej. Interesuje się również zagadnieniami z zakresu zagrożeń dla bezpieczeństwa, ze szczególnym uwzględnieniem bezpieczeństwa lokalnego i porządku konstytucyjnego państwa.

## Odznaczenia i nagrody
- Medal Komisji Edukacji Narodowej za szczególne zasługi dla oświaty i wychowania, nadany przez ministra edukacji narodowej (2011).
- Indywidualna Nagroda Rektora UKW w Bydgoszczy – II stopnia za znaczące osiągnięcia naukowe (2014).
- Nagroda Rektora UKW w Bydgoszczy za działalność organizacyjną w 2017 roku (2017).
- Nagroda indywidualna I stopnia Rektora UKW w Bydgoszczy za osiągnięcia naukowe w 2017 roku (2018).
- Nagroda indywidualna II stopnia Rektora UKW w Bydgoszczy za osiągnięcia naukowe w 2020 roku (2021).
- Nagroda indywidualna II stopnia Rektora UKW w Bydgoszczy za osiągnięcia naukowe w 2022 roku (2023)[12],
- Nagroda im. Profesora Jana Baszkiewicza II stopnia w konkursie na najlepszą monograficzną książkę naukową z zakresu szeroko pojętej wiedzy o polityce autorstwa polskich badaczek i badaczy, wydaną w 2023 roku. Nagroda przyznana przez Radę Wydziału Nauk Politycznych i Studiów Międzynarodowych Uniwersytetu Warszawskiego na wniosek Kapituły. Uchwała Rady WNPiSM UW nr 43/2024 (5.09.2024)[13],
- Wyróżnienie w Ogólnopolskim Konkursie im. Profesora Czesława Mojsiewicza na najlepszą książkę o tematyce politologicznej 2023 roku. Konkurs organizowany jest corocznie przez Oddział Poznański Polskiego Towarzystwa Nauk Politycznych. Partnerem Konkursu jest Wydział Nauk Politycznych i Dziennikarstwa Uniwersytetu im. Adama Mickiewicza w Poznaniu[14].

## Wybrane publikacje naukowe
- Ultralewica a współczesność. Idee, programy, praktyka, Państwowa Wyższa Szkoła Zawodowa w Pile, Piła 2006.
- Polski ruch anarchistyczny wobec współczesnych wyzwań politycznych, Państwowa Wyższa Szkoła Zawodowa w Pile, Piła 2007.
- Koncepcje programowe wybranych polskich organizacji i partii politycznych na początku XXI wieku. Przegląd materiałów źródłowych, Wyższa Szkoła Menedżerska w Świeciu, Świecie 2007.
- Polityczny wymiar kontestacji młodzieżowej w Polsce od lat siedemdziesiątych XX wieku, Państwowa Wyższa Szkoła Zawodowa w Pile, Piła 2008.
- Polski system wyborczy. Zbiór przepisów prawa, Wydawnictwo Comandor, Warszawa 2009.
- The anarchist thought in Europe at the beginning of the 21st century. The collection of documents and other source material, Państwowa Wyższa Szkoła Zawodowa w Pile, Piła 2011 (ed. and compiled).
- Ruch anarchistyczny w Europie wobec przemian globalizacyjnych przełomu XX i XXI wieku, Difin, Warszawa 2013.
- W drodze do władzy… Nacjonalistyczne projekty państw Europy XXI wieku, WZG, Bydgoszcz 2017.
- Polonia amerykańska. Współczesność determinowana politycznością. Zbiór studiów, Centrum Badań Sfery Publicznej, Bydgoszcz-Chicago 2018.
- Polityka bezpieczeństwa Polski w XXI wieku. Przegląd koncepcji programowych partii politycznych i ruchów społecznych w zakresie dziedzin bezpieczeństwa narodowego, Wydawnictwo Uniwersytetu Kazimierza Wielkiego, Bydgoszcz 2020.
- Alternatywna myśl politycznego marginesu, Wydawnictwo Uniwersytetu Kazimierza Wielkiego, Bydgoszcz 2023[15].